# William Phillips (basket-ball)
Pour les articles homonymes, voir William Phillips et Phillips.
William Phillips, né le 18 mars 1979 à Nice, dans les Alpes-Maritimes, est un joueur français de basket-ball. Il évolue au poste de pivot.